# عرقون كشميري
عرقون كشميري (الاسم العلمي:Euphrasia Kashmiriana) هي نوع نباتي يتبع جنس العرقون من الفصيلة الجعفيلية.  